# Thomas Gregson

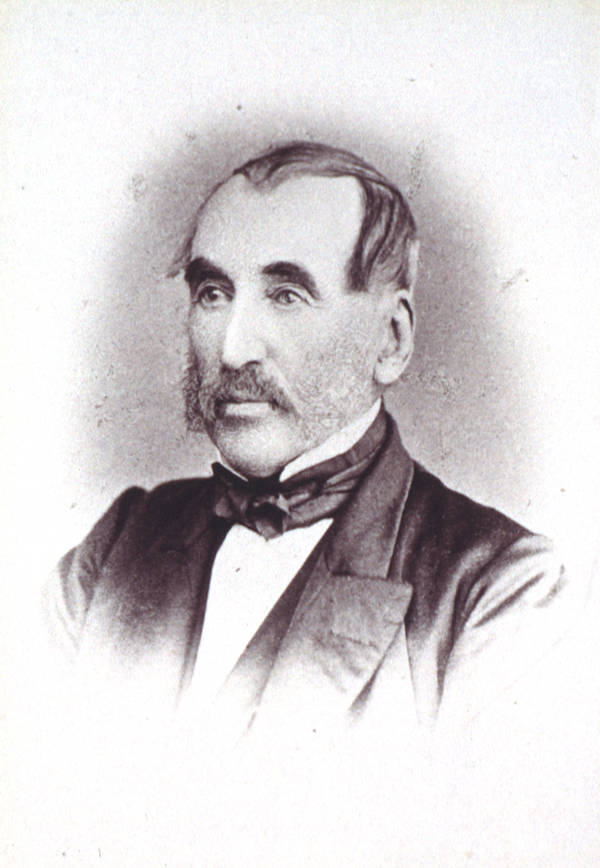
Thomas Gregson

Thomas George Gregson (* 7. Februar 1796 in Buckton, Northumberland, England; † 4. Januar 1874 in Risdon, Tasmanien) war ein Politiker, der 1857 Premierminister von Tasmanien war. Er war als Mitglied des Legislativrates ein erklärter Gegner der Verschiffung von Strafgefangenen in die Sträflingskolonie Australien.

## Leben

### Auswanderung aus England und Ansiedlung in Tasmanien
Gregson war der Sohn von John Gregson, einem Gutsherrn aus Lowlynn bei Holy Island in Northumberland, und absolvierte seine schulische Ausbildung in Edinburgh. Aufgrund familiärer Differenzen wanderte er nach Van-Diemens-Land aus und traf zusammen mit seiner Ehefrau 1821 in Hobart ein. Durch Zuspruch von Henry Bathurst, 3. Earl Bathurst wurden ihm durch William Sorell, dem damaligen Vize-Gouverneur Tasmaniens, Ländereien in Jericho in einer Größe von 1020 Hektar zugesprochen, um diese zu kultivieren. Sein dort gebautes Haus benannte er nach seiner englischen Heimat in Northumbria.
Später erhielt Gregson weiteren Landbesitz von 405 Hektor bei East Risdon und benannte das dortige zweite Haus Restdown. Dort hielte er mit seiner Familie Feste ab, die ihn bekannt machten. Aufgrund seiner zahlreichen öffentlichen und sozialen Aktivitäten verkaufte er schließlich Northumbria und lebte nur noch auf seinem Anwesen in East Risdon. Sein Interesse für Pferderennen und Jagd führten dazu, dass er eine Reihe von Jagdhunden aus England für den örtlichen Jagdverein importierte, und 1827 bei der Organisation des ersten Rennens in der Kolonie half.

### Kritik an der Politik von Vizegouverneur Arthur
1824 verfasste Gregson, einer der aktivsten Förderer der Freiheitsrechte der Siedler, eine Petition zur Loslösung von Van-Diemens-Land aus der Verwaltung von New South Wales. Eine Trennung brachte einerseits verschiedene Vorteile, untergrub aber die Macht des Vizegouverneurs. Als der 1824 eingesetzte Vizegouverneur, Oberst George Arthur, sich entschloss, die Insel als Gefängnis und damit Teil der Sträflingskolonie Australien beizubehalten und die Interessen der Siedler diesen Absichten unterzuordnen, widersprach im Gregson in jeglicher Hinsicht.
1829 protestierte er die einen Gesetzentwurf, der eine Obergrenze von Kreditzinsen aufhob. Er begründete dieses mit Notwendigkeit eines Programms für öffentliche Arbeiten und der willkürlichen Macht von Gouverneur Arthur, um die Siedler zu ruinieren und danach deren Ländereien in Besitz zu nehmen und für Sträflingsarbeit vorzuhalten. Des Weiteren nahm er eine führende Rolle in der Bewegung ein, die strafrechtliche Entscheidungen durch eine Jury forderte.
Außerdem unterstützte er zur Verbreitung der öffentlichen Meinung die oppositionelle Tageszeitung Colonial Times, deren Erscheinungserlaubnis durch den Vizegouverneur aufgrund des Presselizenzierungsgesetzes (Press Licensing Act of 1827) entzogen worden war. Zusammen mit anderen organisierte Gregson auch eine Demonstration und forderten erfolgreich vom Staatssekretär eine Aufhebung dieses Gesetzes. Er beanspruchte den Erfolg dieser Entscheidung für sich allein, lehnte aber andererseits die dafür angebotene Schenkung von 202 Hektar durch einige Kolonisten ab.
Im Juli 1832 begründete Gregson mit The Colonist seine eigene Tageszeitung, die er gemeinsam mit George Meredith finanzierte, um sie zum „Zeitung für das Volk“ (‚The Journal of the People‘) auszubauen. Aufgrund darin enthaltener persönlicher Angriffe gegen Vizegouverneur Arthur und öffentlich Bediensteter, sah er sich bald Verleumdungsklagen ausgesetzt. Die Geldstrafe von 80 Pfund wurden allerdings durch öffentliche Unterstützung gezahlt.
Im September 1835 organisierte Gregson schließlich eine politische Vereinigung, die eine Petition beim britischen Kolonialministerium (Colonial Office) einreichte. Diese forderte die Einrichtung eines aus gewählten Mitgliedern bestehenden Legislativrates (Legislative Council) anstelle eines durch die Regierung benannten Mitgliedern. Als es keine Rückantwort gab, wurde eine weitere Petition beim britischen König Wilhelm IV. eingereicht, die Beschwerden der Kolonie zusammenfasste. In der Rückantwort behauptete der Staatssekretär, dass die Beschwerdeführer übertrieben hätten.

### Abberufung von Vizegouverneur Arthur und Freundschaft zu Vizegouverneur Franklin
Daraufhin wurde Gregson bewusst, dass es keinen Fortschritt geben könne, solange Vizegouverneur Arthur im Amt verbliebe. Aus diesem Grund reichte er beim Kolonialministerium eine Reihe von Anschuldigungen gegen den Vizegouverneur ein. Nach über zwölfjähriger Amtszeit wurde Arthur schließlich am 29. Oktober 1836 abberufen, wohingegen seine Verwaltungsmitarbeiter im Amt verblieben. Kurz darauf kam es zu einem Duell zwischen Gregson und Henry Jellicoe, einem von Arthurs Unterstützern. Außerdem verletzte er Henry Arthur, einen Neffen des Vizegouverneurs und Steuereintreiber, mit einer Pferdepeitsche.
Jellicoe wurde schwer verletzt in ein Hospital verbracht, während Henry Arthur Strafanzeige gegen Gregson wegen des Angriffs erstattete. In dem Strafverfahren wurde Gregson zu einer Freiheitsstrafe von drei Monaten sowie einer Geldstrafe von 200 Pfund verurteilt. In einer von 1400 Menschen unterzeichneten Petition wurde die Umwandlung des Schuldspruchs gefordert. Nachdem der neue Vizegouverneur John Franklin die Petition erhalten hatte, hob er die Reststrafe „als einen Gnadenakt zur Beruhigung der öffentlichen Gefühle“ auf (‚as an act of grace calculated to allay public feeling‘).

### Ernanntes Mitglied des Legislativrates
Während der darauf folgenden sechsjährigen Amtszeit pflegte er enge Beziehungen zu Vizegouverneur Franklin. Kurz vor Ablauf der Amtszeit wurde Gregson von Franklin 1843 zum Mitglied des Legislativrates berufen, was einen wichtigen Einfluss für das Erreichen der Selbstverwaltung der Kolonie bedeutete.
Als Mitglied des Legislativrates forderte er nachhaltig eine freie Einwanderung und stritt für Bildung in einer Rede, die 1850 in Hobart veröffentlicht wurde. Sein wichtigster Beitrag erwuchs jedoch aufgrund der wirtschaftlichen Depression in den 1840er Jahren, als Gregson das Strafvollzugssystem kritisierte, insbesondere die Ausgaben für Polizei und Gefängnisse, was zu den finanziellen Problemen der Kolonie maßgeblich beitrug. Er sprach sich andererseits gegen einen Gesetzentwurf zur Verhängung von Steuern und Zöllen auf Tee, Zucker und Tabak aus, und lehnte die Unterstützung weiterer Besteuerung ohne ein Repräsentantenhaus ab.
Als im Oktober 1845 die jährlichen Haushaltsberatung stattfanden, verließen Gregson und fünf weitere Mitglied die Sitzung des Legislativrates ohne Stimmabgabe. Die sechs Patrioten (Patriotic Six) traten als Mitglieder zurück, wurden aber nach vorübergehender Besetzung mit anderen Personen, auf Anweisung des Kolonialministeriums wieder zu Mitgliedern des Legislative Council ernannte. Für seine Anführerschaft dieser Sechs erhielt Gregson von seinen Anhängern bei einem öffentlichen Abendessen die Summe von 2000 Guinees.

### Erste Wahl des Legislativrates 1851
1850 hatte die Kritik am Strafkoloniesystem ihren Höhepunkt erreicht mit Protesten auf öffentlichen Versammlung und Anti-Verschiffung-Vereinigungen, während Gregson und seine Unterstützer die Behinderung jeglicher Gesetzgebung behinderten. Das britische House of Commons fügte als Zugeständnis an diese Unruhe eine Klausel in das Gesetz zur Verwaltung der australischen Kolonien (Australian Colonies Government Act) ein, nach der im Van-Diemens-Land ein Legislativrat mit 24 Mitgliedern eingerichtet werden sollte, von denen 16 gewählt und die übrigen acht durch den Gouverneur nominiert werden sollten.
Die ersten Wahlen am 31. Oktober 1851 führten zu einem Sieg der Verschiffungsgegner (Anti-Transportationists) und Gregson selbst wurde im Wahlkreis Richmond zum Mitglied des Legislativrates gewählt. Er und seine Anhänger im neuen Rat verfassten eine Resolution, in der sie ihre Gegnerschaft zu jeder weiteren Ausgabe in Sträflingseinrichtungen erklärten. Daneben forderten sie eine Untersuchung der Sträflingsbehörde, wobei Gregson einen Angriff gegen deren Generalkontrolleur, Major John Hampton, anführte. Ende 1852 war die britische Regierung davon überzeugt, dass die Verschiffung Strafgefangener aufhören musste und mit diesem Verbot auch das Haupthindernis einer verantwortungsvollen Regierung verschwand.
Ein Ausschuss, dem auch Gregson angehörte, wurde zur Erarbeitung einer Verfassung gebildet, die für die Kolonie ein Parlament mit zwei vollständig gewählten Kammern vorsah.

### Erste freie Wahlen 1856 und Premierminister 1857
Bei den ersten freien Wahlen wurde Gregson, trotz einer gut organisierten Opposition gegen ihn, im Wahlkreis Richmond mit einer knappen Mehrheit, die überwiegend aus der Arbeiterschicht stammt, zum Mitglied des Repräsentantenhauses (House of Assembly), des neuen Unterhauses des Parlaments, gewählt.
Das erste Kabinett der Selbstverwaltung Tasmaniens wurde von Premierminister William Champ geleitet und befand sich vom 1. November 1856 bis zum 26. Februar 1857 im Amt. Während dieser Zeit fungierte Gregson als Oppositionsführer im House of Assembly.
Nachdem Champ am 26. Februar 1857 wegen einer Resolution zur Verringerung der Bezüge des Gouverneurs, die er erfolglos kritisierte, zurückgetreten war, wurde Gregson sein Nachfolger als Premierminister. Er blieb jedoch nur knapp zwei Monate bis zum 25. April 1857 im Amt und wurde dann von William Weston abgelöst. Gleichzeitig bekleidete er in seiner Regierung das Amt des Kolonialsekretärs (Colonial Secretary).
Seine Vorschläge für eine Bodenreform und Kürzungen im öffentlichen Dienst erregten erbitterten Widerstand in der Presse, und sein Eintreten für eine Staatsanleihe führten zu Unruhen, die zum Rücktritt von zehn Mitgliedern des House of Assembly führten. Letztlich führte der Antrag auf Einleitung eines Misstrauensvotums zum Ende seiner Regierung, zumal seine vorherigen außerparlamentarischen Erfolge eines emotionellen Eintretens für seine Ziele und die dafür verwendete radikale Agitation nicht zu einem parlamentarischen Regierungssystem passte.

### Oppositionsführer und Rückzug aus dem politischen Leben
Andererseits übernahm er jedoch nach dem Ende seiner Amtszeit als Premierminister wieder die Funktion als Oppositionsführer im Repräsentantenhaus und bekleidete diese bis Juli 1862. In dieser Funktion führte er die Probleme einer verantwortungsvollen Regierung auf die schlechten wirtschaftlichen Zustände zurück. Für den Mangel an konstruktiven Reformen machte er das Eigeninteresse von Großgrundbesitzern verantwortlich, denen sein vorheriges politisches Eintreten zur Macht und der Begründung von deren wirtschaftlicher Oligarchie verholfen hätte.
Nach Beendigung der Tätigkeit als Oppositionsführer blieb er noch bis zum 30. September 1872 Mitglied des House of Assembly.
Gregson war der Vater von drei Töchtern und eines Sohnes. Eine der Töchter war mit James Whyte verheiratet, der zwischen 1863 und 1866 ebenfalls Premierminister Tasmaniens war. Sein 1867 verstorbener Sohn John Compton Gregson absolvierte ein Studium der Rechtswissenschaften in Großbritannien, war danach als Barrister in Hobart tätig und fungierte vom 26. Februar bis zum 25. April 1857 im Kabinett seines Vaters als Generalstaatsanwalt (Attorney General).